# Ras Bernardo
Ras Bernardo, nome artístico de Sebastião Francisco Bernardo (Aimorés, 7 de julho de 1962), é um cantor e compositor brasileiro de reggae, mais conhecido por ter sido o primeiro vocalista da banda Cidade Negra.

## Biografia
Na década de 1980, foi convidado para integrar a banda de reggae Novo Tempo, formada por Bino Farias, Lazão e Da Gama, logo em seguida, em 1983, a banda passou a se chamar Lumiar e depois, na virada de 1989 para 1990, Cidade Negra. Também se apresentou com as bandas as KMD-5 (futura banda Negril), Ubandu du Reggae e  Don Luiz Rasta. Participou dos dois primeiros álbuns do Cidade Negra, Lute para viver (1990) e Negro no Poder (1992), emplacando os hits "Falar a verdade", "Nada mudou" e "Na frente da TV". Em 1992, à frente do Cidade Negra, abrem um show do Steel Pulse na França, e meses depois, tornaram se a primeira banda brasileira a pisar no Palco do "Reggae SunSplash", o mais importante festival da Jamaica, ao lado de nomes como Barrington Levy, Lucky Dube e Buju Banton.
Em 1994, Ras sai do grupo e em seu lugar, entrar o cantor Toni Garrido, ex-vocalista da banda Bel. De acordo com o cantor, ele se desentendeu com a sonoridade escolhida pela banda, ainda assim, continuou sendo amigo dos integrantes.
Em 1996, gravou seu primeiro álbum solo: "Atitude pátria".
Em 2006, participou da coletânea Brasil Riddims volume 1 da gravadora Digitaldubs com a canção "No morro não tem play". No ano seguinte, participa de outra coletânea da mesma gravadora, Diáspora riddims, e lança seu segundo álbum solo, "Jah é luz".
Em fevereiro de 2012, aparece em páginas policias dos jornais, após ser atingido por quatro tiros em Nova Iguaçu, desferidos por um vizinho. No mesmo ano, é candidato a vereador por Nova Iguaçu pelo PSB.
No ano seguinte, lança o álbum "Direção ao leste". Durante esse período, além de shows com banda, Ras Bernardo inicia suas apresentações em formato SoundSystem, estilo muito popular da Jamaica.
Desde 2017, está vivendo em Florianópolis.
Atualmente faz parte do projeto Originais Cidade, formado por dois ex-integrantes originais da banda Cidade Negra: o guitarrista Da Ghama e o baterista Lazão, atualmente, a marca Cidade Negra pertence a Toni Garrido, que manteve o baixista Bino Farias.

## Discografia

### Com o Cidade Negra
- 1990 Lute para Viver
- 1992 Negro no Poder

### Solo
- 1996 Atitude pátria
- 2007 Jah é luz
- 2013 Direção ao leste

### Coletâneas
- 2006 No morro não tem play na coletânea Brasil Riddims Volume 1
- 2007 Diáspora riddims